# Carelia turricula
Carelia turricula es una especie extinta de molusco gasterópodo de la familia Amastridae en el orden Stylommatophora.

## Distribución geográfica
Fue endémica del archipiélago de Hawái (Estados Unidos).